# Altos del Rosario (ort)
Altos del Rosario är en ort i Colombia.   Den ligger i departementet Bolívar, i den norra delen av landet, 500 km norr om huvudstaden Bogotá. Altos del Rosario ligger 25 meter över havet och antalet invånare är 5 220. Den ligger vid sjön Ciénaga de Manuel.
Terrängen runt Altos del Rosario är platt åt nordväst, men åt sydost är den kuperad. Runt Altos del Rosario är det ganska glesbefolkat, med 34 invånare per kvadratkilometer. Närmaste större samhälle är Barranco de Loba, 18,0 km norr om Altos del Rosario. Trakten runt Altos del Rosario består huvudsakligen av våtmarker.